# Verkehrsmeldezentrale
Die Verkehrsmeldezentrale ist ein Teilbereich der Agentur für Bevölkerungsschutz und ein Bereich des Amtes für Zivilschutz der Autonomen Provinz Bozen – Südtirol. Sie produziert an 365 Tagen im Jahr Verkehrsberichte, übermittelt sie dem Südtiroler Radiosender, versendet sie mittels E-Mail und gibt telefonische Auskünfte zur Verkehrslage in und um Südtirol. Die Zentrale gibt aktuelle Informationen über die allgemeine Verkehrslage, über Baustellen sowie über Passstraßen. Auch informiert sie über aktuelle Geschwindigkeitsmessungen (Radar), über Streiks im öffentlichen Nahverkehr sowie über das Südtiroler Radwegenetz.

## Geschichte
Die Landesverkehrsmeldezentrale wurde 1977 als Dienststelle der Landesabteilung Tourismus errichtet. Damals hatte sie ihren Sitz im Stadtzentrum von Bozen. Als Bereich der Landesabteilung Brand- und Zivilschutz zog sie 1994 in die Drususallee.

## Tätigkeiten
Die Hauptaufgaben bestehen darin, die Verkehrsteilnehmer über die aktuelle Verkehrslage, die Baustellen, die Passstraßen, die Radarfallen und den öffentlichen Nahverkehr über die Radiofunksender, per Telefon oder über die Internetseite zu informieren. In der Zentrale erhält man nicht nur die Verkehrsinformationen von Südtirol, sondern man kann sich auch Verkehrsinformationen aus Tirol, dem Trentino, Graubünden, Südbayern (bis München) und dem Raum Mailand–Venedig (Autostrada A4) holen.
Hören kann man die Verkehrsmeldungen auf folgenden Radiofunksendern: Radio 2000, Radio 2000 Edelweiss, Radio 2000 Stadtradio Bozen, Die Antenne, Radio Gherdeina, Radio Grüne Welle, Radio Holiday, Radio Nord, Radio Sonnenschein, Rai Südtirol, Stadtradio Meran, ERF Südtirol, Radio NBC, Radio Sacra Famiglia, Radio Tandem und Radio Italia Anni 60. Zu den Aufgaben der Verkehrsmeldezentrale zählt auch die Arbeit für den Zivilschutz und zwar informiert sie die Bevölkerung im Katastrophenfall über die Radio- und Fernsehsender der Rundfunk-Anstalt Südtirol.

## Organisation
In der Verkehrsmeldezentrale arbeiten sieben Disponenten, geleitet wird der Dienst von einem Koordinator. Zu den Mitarbeitern zählen aber auch ca. 1.800 Staureporter, die beitragen, den Verkehrsfluss der Provinz Bozen zu überwachen, Gemeindepolizei, Feuerwehren, Straßenbauhöfe, Straßenpolizei und Carabinieri. Erreichbar ist die Landesverkehrsmeldezentrale an 365 Tagen im Jahr – von Montag bis Samstag von 6:00 bis 20:00 Uhr und an Sonn- und Feiertagen von 7:30 bis 20:00 Uhr.

## Staureporter
Um den Verkehrsservice Südtirols stets aktuell zu halten, bedient sich die Landesverkehrsmeldezentrale eines bewährten Instruments: der Informationen von Autofahrern für Autofahrer. Staureporter geben via Telefon Staumeldungen an die Verkehrsmeldezentrale weiter. Die Information der Reisenden erfolgt über das sogenannte Bevölkerungs-Informations-System (BIS), das von der Landesverwaltung bereits für Notfälle vor allem im Bereich des Zivilschutzes eingerichtet wurde. Als potentielle Staureporter besonders angesprochen sind natürlich Südtirols Vielfahrer, also etwa Berufsgruppen wie Lkw-Fahrer, Vertreter oder Bus-Chauffeure. Die Mitgliedschaft im Club ist unverbindlich und kostenlos, die Anrufe in der VMZ erfolgen über eine Grüne Nummer und bringen deshalb keinerlei Kosten mit sich.